# Mediatec
Mediatec Group är en av Europas största medieteknikkoncerner med en omsättning på 884 miljoner kronor och 380 medarbetare. Mediatec Group har tre primära verksamhetsområden: Outside Broadcast, Large Display Solutions samt Event & Exhibition Technology. Bland kunderna återfinns primärt stora företag, TV-kanaler och internationella som nationella förbund och organisationer. 
Mediatec Broadcast och Mediatec Solutions bildar tillsammans Mediatec Group, som har verksamhet i Sverige, Norge, Danmark, Tyskland, Schweiz och Storbritannien. Huvudkontoret ligger i Kungälv utanför Göteborg. Mediatec har arbetat med bland annat OS, VM i fotboll, VM i cykel, ishockey-VM, Nobelprisutdelningen, Champions League och landskamper i fotboll, Eurovision Song Contest samt Formel 1.[källa behövs]